# Alt Stahnsdorf
Alt Stahnsdorf (niedersorbisch Stańšojce) ist ein Ortsteil der Kleinstadt Storkow (Mark) im Brandenburger Landkreis Oder-Spree, nahe der Autobahnanschlussstelle Storkow an der A12. Zu Alt Stahnsdorf gehört das etwa zwei Kilometer nördlich liegende Neu Stahnsdorf. Die beiden Dörfer sind Teil des Naturparks Dahme-Heideseen.

## Geografie und Ökologie
Alt Stahnsdorf liegt am Stahnsdorfer See im Dahme-Seengebiet. Die Insel im Stahnsdorfer See beheimatet eine Graureiherkolonie und steht unter Naturschutz. Der fünfzig Hektar große See ist aufgrund des guten Karpfenbestands bei Anglern beliebt. Das Stahnsdorfer Fließ entwässert den See in den Storkower Kanal. Das Fließ steht nahezu in seinem gesamten Verlauf als Teil des Naturschutzgebietes Storkower Kanal unter Naturschutz. Das Schutzgebiet soll wild lebende Pflanzengesellschaften, Bruchwaldgesellschaften und Tierarten in der vermoorten Niederung zwischen dem Wolziger und Stahnsdorfer See bewahren. Dazu zählen Hochstaudenfluren und Krebsscherenfluren und gefährdete Tierarten wie Fischotter, Rapfen und Bitterling. Das Gebiet ist zudem als FFH-Gebiet im Natura 2000 Verbund ausgewiesen.

## Geschichte
Alt Stahnsdorf wurde als Rundplatzdorf oder Angerdorf wahrscheinlich Anfang des 13. Jahrhunderts angelegt. Der Name Stanßdorff oder Staynsdorf taucht urkundlich erstmals 1450 als Besitz derer von Milow auf.
Nachdem es 1653 zu einem selbständigen Amt erhoben wurde, überschrieb Friedrich Wilhelm von Brandenburg das Dorf an seine Frau Luise Henriette von Oranien, die dort neben einem schlossähnlichen Gutshaus eine Musterwirtschaft nach holländischem Vorbild errichten ließ. Alt Stahnsdorfs Bevölkerung setzte sich zu dieser Zeit größtenteils aus zum Gut gehörenden Landarbeitern und Handwerkern zusammen. Nach Luises Tod 1667 wurde das Gutshaus dem kurfürstlichen Geheimsekretär und Kammerdiener Martitz verpfändet, aber 1677 für Kurprinz Friedrich zurückerworben. Ab 1812 bestand das Amt Stahnsdorf. 1945 wurde das Gutshaus durch eine SS-Einheit gesprengt, der umliegende Gutspark mit den heute über 300 Jahre alten Eichen, sowie einige Nebengebäude blieben erhalten.
Am 1. Juli 1950 wurde die bis dahin eigenständige Gemeinde Neu Stahnsdorf eingegliedert.
Alt Stahnsdorf wurde am 31. März 2002 nach Storkow eingemeindet.

## Sehenswürdigkeiten
- historische Wassermühle am Stahnsdorfer Fließ, eingetragen in der Liste der Baudenkmale in Storkow (Mark)
- ehemaliger Gutspark mit über 300 Jahre alten Eichen

## Kultur
Neben den Veranstaltungen der in Alt Stahnsdorf ansässigen Vereine erfreut sich insbesondere das alljährlich vom Festverein Dampfhammer e. V. organisierte Zampern großer Beliebtheit. Als Festplatz wird traditionell die sogenannte „Seegrusche“, ein vom Bäumen umrandeter Bereich am Stahnsdorfer See, genutzt.

## Bildergalerie

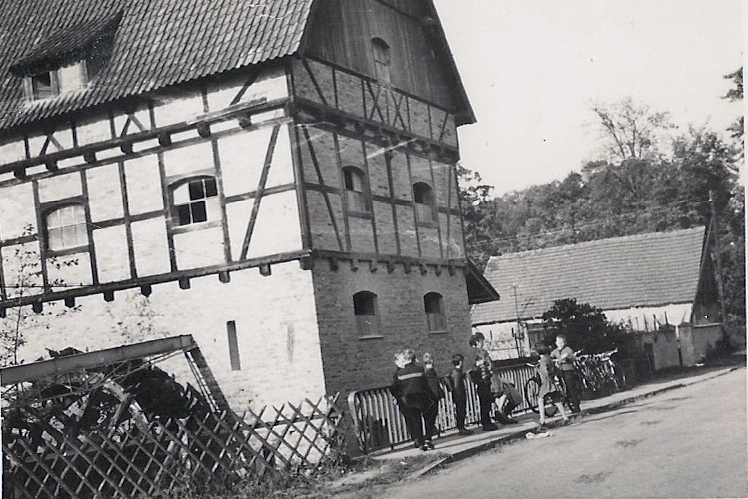
Historische Wassermühle Alt Stahnsdorf um 1950
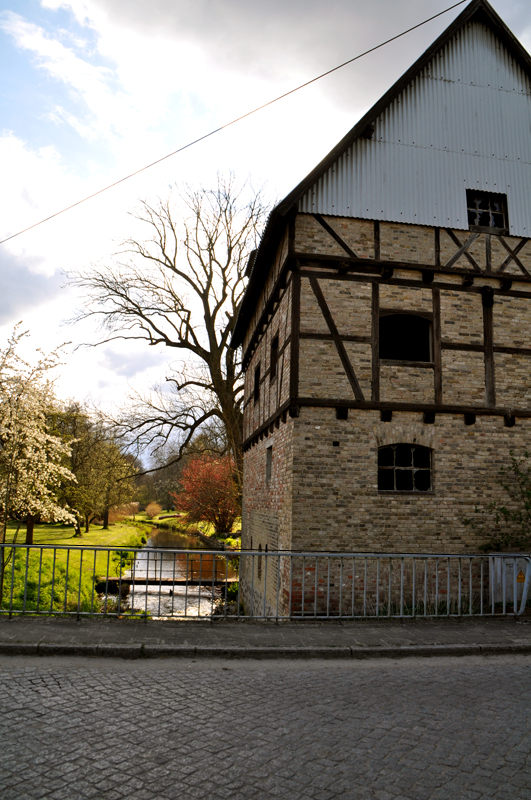
Wassermühle und Stahnsdorfer Fließ 2012
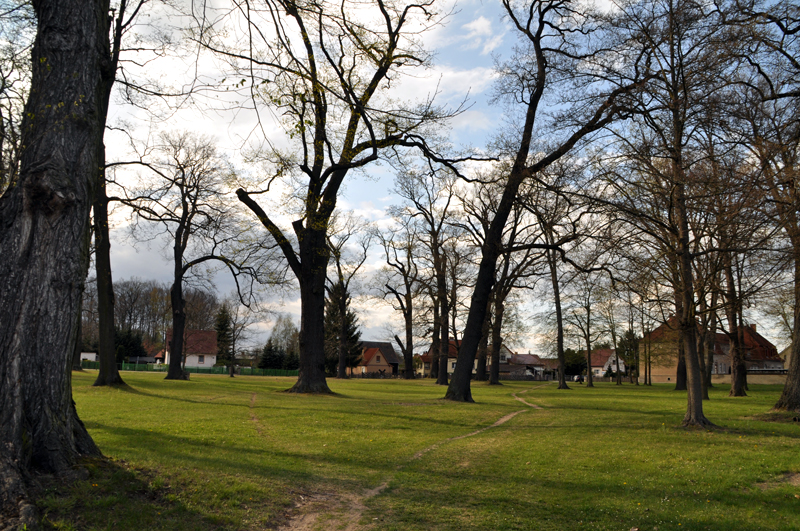
Ehemaliger Gutspark
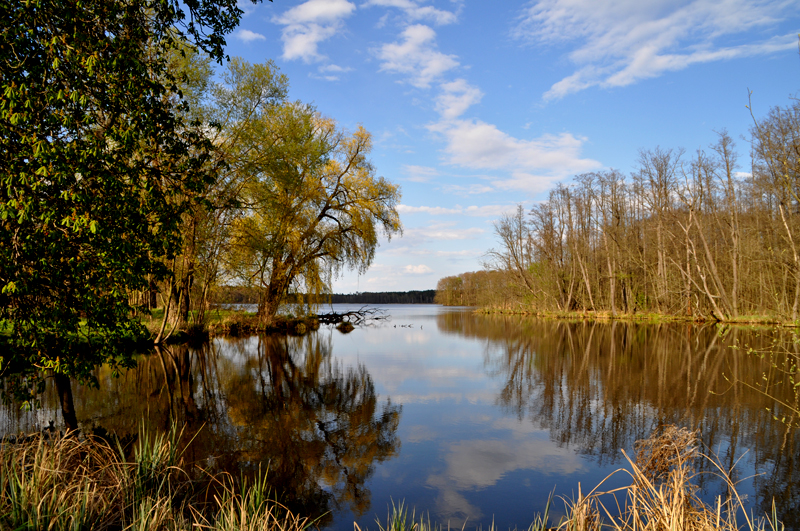
Insel im Stahnsdorfer See
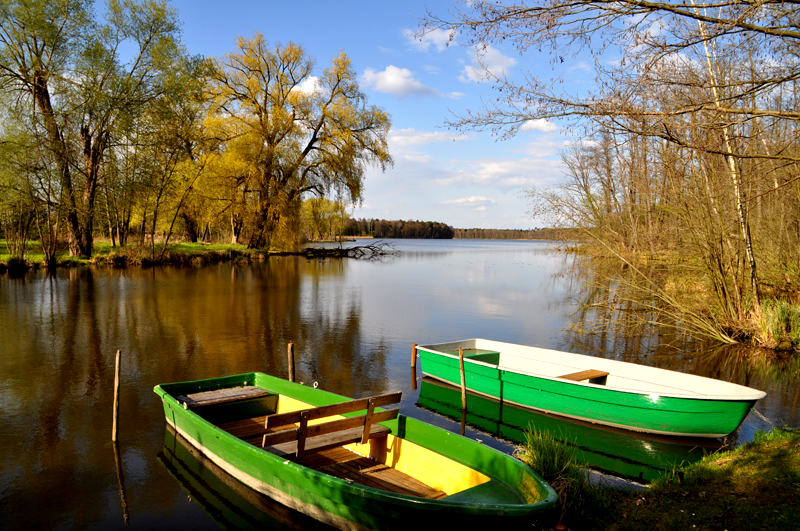
Alt Stahnsdorfer See